# Gilbert White
Pour les articles homonymes, voir Gilbert White (homonymie) et White.
Gilbert White (18 juillet 1720, Selborne dans le Hampshire - 26 juin 1793, Selborne) est un naturaliste et un ornithologue britannique considéré comme un pionnier de l'écologie.

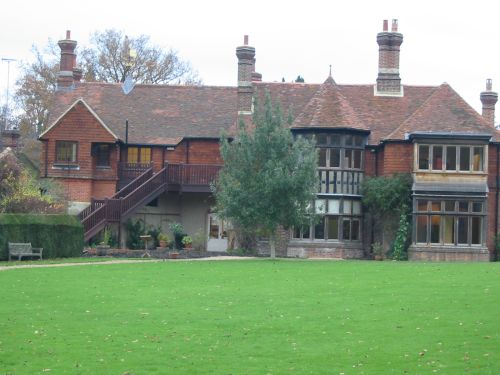
La maison de Gilbert White à Selborne, The Wakes, est devenue un musée.

## Biographie
Après une première éducation par des précepteurs à Basingstoke, il part à l'Oriel College d'Oxford. White obtient un titre de diacre en 1747 et devient vicaire de Moreton Pinkney dans le Northamptonshire. Il a la charge de l'église de Farringdon dans le Hampshire, une paroisse proche de Selborne. Il a abondamment décrit la forêt voisine d’Alice Holt. En 1784, il est en poste à Selborne, où il demeure jusqu'à sa mort.
White est considéré au Royaume-Uni comme le premier écologiste. Il dit des vers de terre (1770) :

« Vers de terre, bien que semblant petits et insignifiants dans la chaîne de la nature, pourtant, si vous disparaissez, vous verriez un épouvantable chaos [...] les vers semblent être les grands promoteurs de la végétation, qui pourraient survivre sans eux mais si mal... »

L'œuvre de White la plus connue est The Natural History and Antiquities of Selborne (1789), une compilation de ses lettres au grand zoologiste Thomas Pennant et à Daines Barrington, un avocat gallois membre de la Royal Society. Ces lettres décrivent les découvertes de White sur les oiseaux et les animaux de sa région. Il pense que l'observation des oiseaux suffit à les distinguer et qu'il n'est pas besoin de les attraper. Il est l'un des premiers à séparer des espèces d'aspect proche comme le pouillot véloce (Phylloscopus collybita), le pouillot fitis (Phylloscopus trochilus) et le pouillot siffleur (Phylloscopus sibilatrix).
Sa Natural History devient un best-seller : c'est le livre britannique qui s'est le plus vendu après, bien sûr, la Bible et les œuvres de Shakespeare. Même s'il est rédigé dans un style très livresque, il a contribué à populariser l'étude des oiseaux et suscité de très nombreuses vocations d'ornithologues.
En plus de son œuvre sur l'histoire naturelle, il est également l'auteur de poésies.
Sa maison de Selborne, The Wakes, abrite aujourd'hui le Gilbert White Museum ainsi que le Oates Memorial Museum, commémorant  Frank and Lawrence Oates.